# Kōtō
Kōtō (jap. 江東区 Kōtō-ku) – jeden z 23 specjalnych okręgów (dzielnic) japońskiej stolicy Tokio. Ma powierzchnię 42,99 km². W 2020 r. mieszkało w niej 524 547 osób, w 264 307 gospodarstwach domowych  (w 2010 r. 460 585 osób, w 215 327 gospodarstwach domowych).

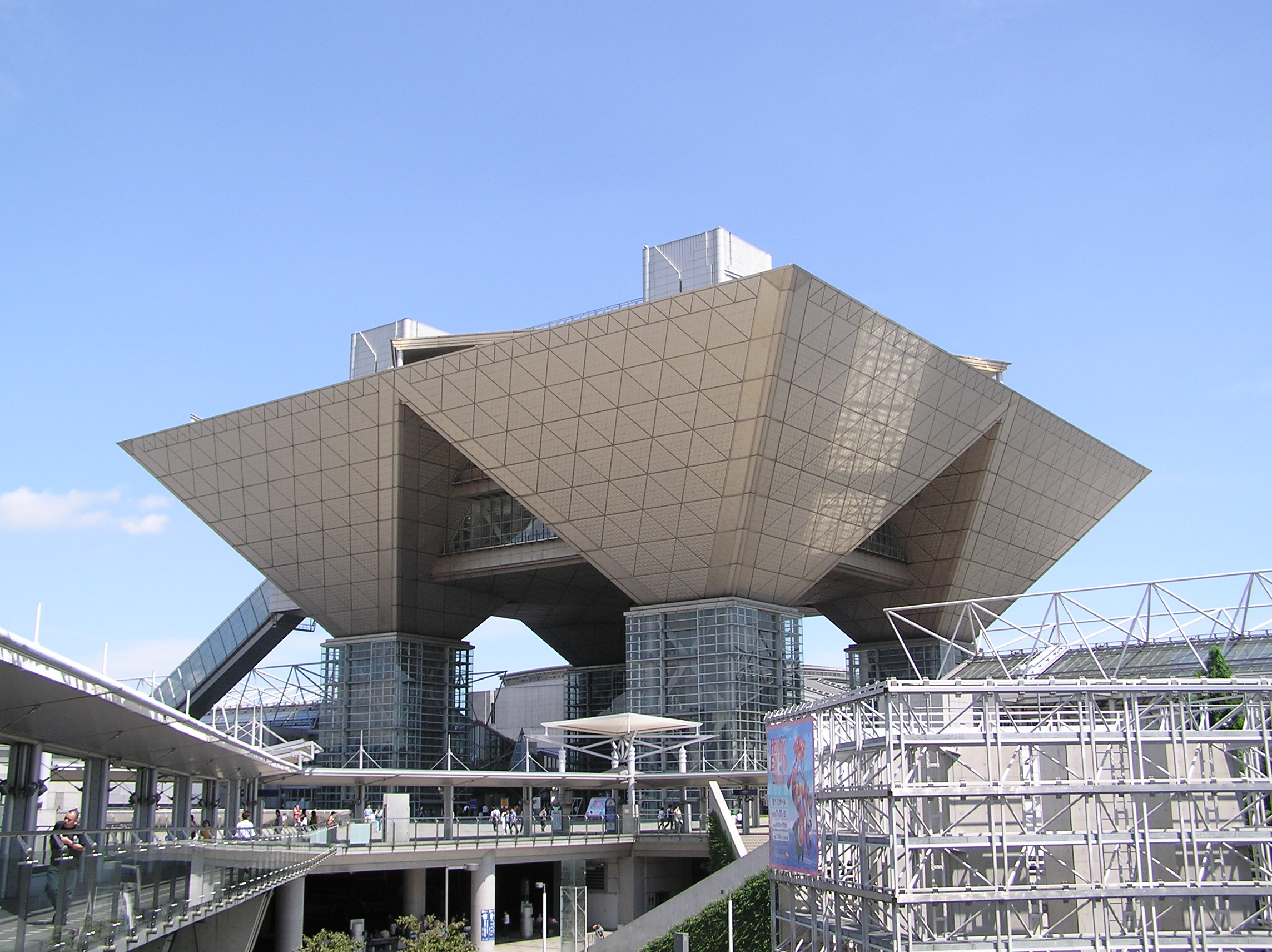
Gmach Tokyo Big Sight

Kōtō leży na wschód od centrum Tokio nad Zatoką Tokijską. Jej granice na zachodzie wyznacza rzeka Sumida, a na wschodzie rzeka Arakawa. Od północy Kōtō graniczy z okręgiem Sumida. Zajmuje powierzchnię 39,48 km².
Okręg został utworzony w 1947 roku z połączenia okręgów Fukagawa i Jōtō. Tereny obecnego Kōtō uległy najpierw zniszczeniu podczas trzęsienia ziemi w 1923 roku, a potem podczas nalotów bombowych w 1945 roku.
Kōtō obejmuje historyczną dzielnicę Fukagawę z wczesnego okresu Edo, która należała do obszaru Shitamachi oraz nowe tereny nad Zatoką Tokijską ze sztucznymi wyspami Ariake i Odaibą.
W Kōtō znajdują się m.in. Muzeum Sztuki Współczesnej, centrum wystawowe Tokyo Big Sight.